# Winnertzia plastica
Winnertzia plastica är en tvåvingeart som beskrevs av Fedotova och Vasily S. Sidorenko 2005. Winnertzia plastica ingår i släktet Winnertzia och familjen gallmyggor. Inga underarter finns listade i Catalogue of Life.